# Юлдус (село)
Юлдус (тат. Эчкен) — село в Шадринском районе Курганской области. Административный центр Юлдусского сельсовета.

## Этимология
Согласно легенде, переселенцы из Поволжья искали место с чистой водой. Отсюда и возникло название Ичкино — «эчкен», что с татарского переводится как «пить».

## История
Считается, что село Юлдус основали татары, покинувшие Поволжье после падения Казанского ханства. Некоторые краеведы связывают историю села с татарскими казаками, которые в XVIII веке были посланы сюда для защиты южных границ России. Также имеется мнение, что населенный пункт в этом месте существовал еще до в 1429 году и село входило в состав Сибирского ханства, Золотой Орды, Тюркских каганатов. Также отчасти, предками жителей являются татары-мишары, сибирские татары, и примкнувшие к ним племя терсяк.
В 1869 году в селе действовала 1 мечеть, население составляло 1211 человек (в том числе 632 мужчин и 579 женщин), все мусульмане.
До 1917 года в составе Кызылбаевской волости Шадринского уезда Пермской губернии. По данным на 1926 год село Ичкино состояло из 333 хозяйств. В административном отношении являлось центром Ичкинского сельсовета Мехонского района Шадринского округа Уральской области.
В 1964 г. Указом Президиума ВС РСФСР село Ичкино переименовано Юлдус.
7 мая 2023 г. село Юлдус сильно пострадало от природного пожара. Сгорела большая часть населённого пункта, осталась одна лишь улица и административный центр села. Есть погибшие.

## Население
| 1989 | 2002 | 2010 |
| ---- | ---- | ---- |
| 845  | ↘766 | ↘585 |

По данным переписи 1926 года в селе проживало 1519 человек (694 мужчины и 825 женщин), в том числе: татары составляли 100 % населения.
Согласно переписи в селе проживают татары.
Разговаривают на ичкинском говоре казанского диалекта татарского языка (тат. эчкен сөйләше). Который образовался в результате влияния на казанский диалект татарского языка, мишарского и сибирского диалектов языка, и отчасти башкирского языка.

## Культура
В Юлдусе ежегодно проводится татарский праздник Сабантуй. Действуют художественные коллективы «Миләш» и «Очкын кызлары». В селе имеется средняя школа, где татарский язык изучается как предмет.

## Религия
В селе Юлдус работает мечеть.